# Castrosion renei
Castrosion renei là một loài tò vò trong họ Ichneumonidae.